# Lucius Iulius Romulus
Lucius Iulius Romulus war ein im 2. Jahrhundert n. Chr. lebender römischer Politiker.
Durch Militärdiplome, die z. T. auf den 5. September 152 datiert sind, ist belegt, dass Romulus 152 zusammen mit Gaius Novius Priscus Suffektkonsul war; die beiden übten dieses Amt vom 1. Juli bis Ende September aus.